# Bronius Kutavičius
Bronius Kutavičius (Molainiai, Panevėžys, 13 de septiembre de 1932-Vilna, 29 de septiembre de 2021) fue un conocido compositor lituano. Escribió numerosos oratorios y operas como The Last Pagan Rites, Lokis the Bear y The Gates of Jerusalem. Ganó diversos premios como la medalla del estado de Lituania en 1995 o el premio en el Festival de Probaltica (Polonia) en 1996.

## Biografía
Comenzó a aprender a tocar el violín en la Escuela de Música de Siete Años de Panevėžys en 1946. De 1952 a 1954, sirvió en el ejército soviético, tocando en la orquesta militar. Se graduó en 1964 en el Conservatorio de Lituania.
De 1965 a 1969, dio clases en la Escuela de Cultura de Vilnius; de 1969 a 1974, lo hizo en el Instituto Pedagógico de Vilnius; de 1975 al año 2000, en el Gimnasio de Artes MKČiurlionis y, simultáneamente, de 1984 al año 2000 en la Academia de Música de Lituania.
Desde 1978, colaboró activamente para crear música para películas, destacando "El verano termina en otoño" de Gytis Lukšas, "Vuelo a través del Atlántico" y "El otoño llega en el bosque" de Raimondas Vabalas y otros.
Mykolas Natalevičius, director de la Unión de Compositores de Lituania, afirmó que Kutavičius fue "uno de los compositores lituanos más famosos. Si hablamos del hecho de que cada país tiene su propio compositor más brillante, sin duda B. Kutavičius fue uno de los más brillantes. Logró una cierta forma de interpretar el folclore y de presentarlo en combinación con los medios de la música contemporánea ".

## Obras
- Sonata para viola y piano (1968)
- Ant kranto (On the Shore) para soprano y 4 violas (1972); letras de Jonas Mekas.
- Varaciones Dzukian (1978)
- The Last Pagan Rites, oratorio (1978)
- Strazdas žalias paukštis (Thrush, the Green Bird), opera-poema (1981); libreto de Sigitas Geda.
- From the Jatvingian Stone (1983)
- The Gates of Jerusalem (1991-95)
- Epitaphium temporum pereunti (1998)
- Lokys (Lokis the Bear), opera (2000); libreto de Aušra Marija Sluckaitė-Jurašienė.
- Joys of Spring (2005)

### Bandas sonoras de películas
- 1978 – Markizas ir piemenaitė, Dir. Algirdas Dausa
- 1978 – Pasigailėk mūsų, Dir. Algirdas Araminas
- 1979 – Mažos mūsų nuodėmės, Dir. Henrikas Šablevičius
- 1980 – Rungtynės nuo 9 iki 9, Dir. Raimondas Vabalas
- 1980 – Andrius, Dir. Algirdas Araminas
- 1982 – Vasara baigiasi rudenį, Dir. Gytis Lukšas
- 1983 – Skrydis por Atlantą, Dir. Raimondas Vabalas
- 1988 – Žolės šaknys, Dir. Gytis Lukšas
- 1988 – Mėnulio pilnaties metas, Dir. Arūnas Žebriūnas
- 1990 – Strazdas - žalias paukštis, Dir. Jonas Vaitkus
- 1990 – Miškais ateina ruduo, Dir. Raimondas Vabalas